# Klasse van droge graslanden op zandgrond
De klasse van droge graslanden op zandgrond (Koelerio-Corynephoretea) is een klasse van syntaxa die graslanden en pioniervegetatie omvat op droge, oligotrofe zandgronden.
Vegetatie uit deze klasse wordt vooral gekenmerkt door de dominantie van grassen, grasachtige planten en kruiden, en soms ook mossen en/of korstmossen.

## Naamgeving en codering
- Duits: Sandtrockenrasen und Felsgrusfluren von der submeridionalen bis zur borealen Zone
- Engels: Open sand grasslands, pioneer grassland vegetation on sand and shallow soils of rock outcrops
- Syntaxoncode voor Nederland (rVvN): r14
- Corine biotope: 35 Pelouses silicicoles sèches
- Eunis Habitat Types: E1 Dry grasslands

De wetenschappelijke naam Koelerio-Corynephoretea is afgeleid van de botanische namen van twee belangrijke kensoorten van deze klasse, smal fakkelgras of gewoon fakkelgras (Koeleria macrantha) en buntgras (Corynephorus canescens).

## Fysiognomie
De klasse van droge graslanden op zandgrond omvat zeer open tot min of meer gesloten pioniervegetatie en laagblijvende graslanden, zonder boom- en struiklaag. Ze zijn meestal zeer soortenarm, maar kunnen in optimale omstandigheden - vooral op kalkrijke bodem - zeer soortenrijk worden.
In de kruidlaag zijn grassen en grasachtige planten als zandzegge, fijn schapengras, gewoon struisgras en de naamgevende grassen buntgras en smal fakkelgras dominant, met daarnaast laagblijvende, eenjarige- en overblijvende kruiden als geel walstro, gewoon biggenkruid, zandhoornbloem en vroegeling.
De moslaag is vaak opvallend aanwezig, met bladmossen als het gesnaveld klauwtjesmos en korstmossen als het klein leermos.

## Ecologie
De klasse van droge graslanden op zandgrond omvat pioniervegetatie van droge, oligotrofe tot mesotrofe, kalkloze tot zeer kalkrijke zandgronden op diepgaande, losse sedimenten.
De gemeenschappen uit de klasse vindt men vooral op kustduinen, op pleistocene dekzanden en in de stroomdalen van rivieren.

## Onderliggende syntaxa in Nederland en Vlaanderen
De klasse van droge graslanden op zandgrond is in Nederland en Vlaanderen rijk vertegenwoordigd met drie orden.
- - buntgras-orde (Corynephoretalia canescentis)
    - buntgras-verbond (Corynephorion)
      - associatie van buntgras en heidespurrie (Spergulo-Corynephoretum)
      - duin-buntgras-associatie (Violo-Corynephoretum)

  - struisgras-orde (Trifolio-Festucetalia ovinae)
    - dwerghaver-verbond (Thero-Airion)
      - vogelpootje-associatie (Ornithopodo-Corynephoretum)

    - verbond van gewoon struisgras (Plantagini-Festucion)
      - associatie van schapengras en tijm (Festuco-Thymetum)
      - duin-struisgras-associatie (Festuco-Galietum veri)

    - verbond van droge stroomdalgraslanden (Sedo-Cerastion)
      - associatie van vetkruid en tijm (Sedo-Thymetum)
      - associatie van sikkelklaver en zachte haver (Medicagini-Avenetum pubescentis)

  - fakkelgras-orde (Cladonio-Koelerietalia)
    - duinsterretjes-verbond (Tortulo-Koelerion)
      - duinsterretjes-associatie (Phleo-Tortuletum ruraliformis)
      - kegelsilene-associatie (Sileno-Tortuletum ruraliformis)
      - associatie van oranjesteeltje en langkapselsterretje (Tortello-Bryoerythrophylletum)

    - verbond van droge, kalkrijke duingraslanden (Polygalo-Koelerion)
      - duinpaardenbloem-associatie (Taraxaco-Galietum veri)
      - associatie van wondklaver en nachtsilene (Anthyllido-Silenetum)

- derivaatgemeenschap met grijs kronkelsteeltje (DG Campylopus infroflexus-[Koelerio-Corynephoretea])
- rompgemeenschap met ruig haarmos (RG Polytrichum piliferum-[Corynephorion])
- rompgemeenschap met zandstruisgras (RG Agrostis vinealis-[Corynephorion])
- rompgemeenschap met trekrus en Noors mos (RG Juncus squarrosus-Oligotrichum hercynicum-[Corynephorion])
- rompgemeenschap met eekhoorngras (RG Vulpia bromoides-[Plantagini-Festucion])
- rompgemeenschap met gewoon struisgras en gewoon biggekruid (RG Agrostis capillaris-Hypochaeris radicata-[Trifolio-Festucetalia ovinae])
- rompgemeenschap met groot schapengras (RG Festuca lemanii-[Trifolio-Festucetalia ovinae])
- rompgemeenschap met sint-janskruid (RG Hypericum perforatum-[Trifolio-Festucetalia ovinae])
- rompgemeenschap met duinroos (RG Rosa pimpinellifolia-[Polygalo-Koelerion])
- rompgemeenschap met dauwbraam (RG Rubus caesius-[Polygalo-Koelerion])
- rompgemeenschap met echt bitterkruid (RG Picris hieracioides-[Corynephorion])
- rompgemeenschap met zandkweek (RG Elymus athericus-[Cladonio-Koelerietalia])
- rompgemeenschap met kruipend stalkruid (RG Ononis spinosa subsp. repens-[Cladonio-Koelerietalia])
- rompgemeenschap met duinriet (RG Calamagrostis epigejos-[Cladonio-Koelerietalia])
- rompgemeenschap met gewone eikvaren (RG Polypodium vulgare-[Cladonio-Koelerietalia])
- rompgemeenschap met vroege haver (RG Aira praecox-[Koelerio-Corynephoretea])
- rompgemeenschap met gewoon gaffeltandmos (RG Dicranum scoparium-[Koelerio-Corynephoretea])
- rompgemeenschap met cipreswolfsmelk (RG Euphorbia cyparissias-[Koelerio-Corynephoretea])
- rompgemeenschap met zandzegge (RG Carex arenaria-[Koelerio-Corynephoretea])
- rompgemeenschap met schapenzuring (RG Rumex acetosella-[Koelerio-Corynephoretea/Arrhenatheretalia])
- rompgemeenschap met smalle weegbree (RG Plantago lanceolata-[Koelerio-Corynephoretea/Arrhenatheretalia])
- rompgemeenschap met jakobskruiskruid (RG Jacobaea vulgaris-[Koelerio-Corynephoretea])

## Diagnostische taxa voor Nederland en Vlaanderen
In de onderstaande tabel staan de belangrijkste kentaxa en differentiërende soorten van de klasse van droge graslanden op zandgrond voor Nederland en Vlaanderen.
| Kentaxon | Diff. taxon | Presentie | Triviale naam      | Botanische naam         | Opmerking                                                                                       | Afbeelding |
| -------- | ----------- | --------- | ------------------ | ----------------------- | ----------------------------------------------------------------------------------------------- | ---------- |
| kK       | -           |           | geel walstro       | Galium verum            |                                                                                                 |            |
| kK       | -           |           | gewoon biggenkruid | Hypochaeris radicata    |                                                                                                 |            |
| kK       | -           |           | zandzegge          | Carex arenaria          |                                                                                                 |            |
| kK       | -           |           | zandhoornbloem     | Cerastium semidecandrum |                                                                                                 |            |
| kK       | -           |           | vroegeling         | Erophila verna          |                                                                                                 |            |
| kK       | -           |           | kleine leeuwentand | Leontodon saxatilis     |                                                                                                 |            |
| kK       | -           |           | buntgras           | Corynephorus canescens  |                                                                                                 |            |
| kK       | -           |           | vroege haver       | Aira praecox            |                                                                                                 |            |
| -        | dK          |           | gewone veldbies    | Luzula campestris       | t.o.v. de klasse van pioniergraslanden op gruis- en steenbodems en de klasse van kalkgraslanden |            |
| -        | dK          |           | fijn schapengras   | Festuca filiformis      | idem                                                                                            |            |
| -        | dK          |           | schapenzuring      | Rumex acetosella        | idem                                                                                            |            |

Moslaag
| Kentaxon | Diff. taxon | Presentie | Triviale naam          | Botanische naam       | Opmerking                                                                                           | Afbeelding |
| -------- | ----------- | --------- | ---------------------- | --------------------- | --------------------------------------------------------------------------------------------------- | ---------- |
| kK       | -           |           | gesnaveld klauwtjesmos | Hypnum cupressiforme  | |            |
| kK       | -           |           | grijze bisschopsmuts   | Racomitrium canescens | |            |
| kK       | -           |           | gewoon purpersteeltje  | Ceratodon purpureus   | |            |
| kK       | -           |           | klein leermos          | Peltigera rufescens   | |            |
| -        | dK          |           | gewoon gaffeltandmos   | Dicranum scoparium    | t.o.v. van de klasse van pioniergraslanden op gruis- en steenbodems en de klasse van kalkgraslanden |            |

## Fotogalerij

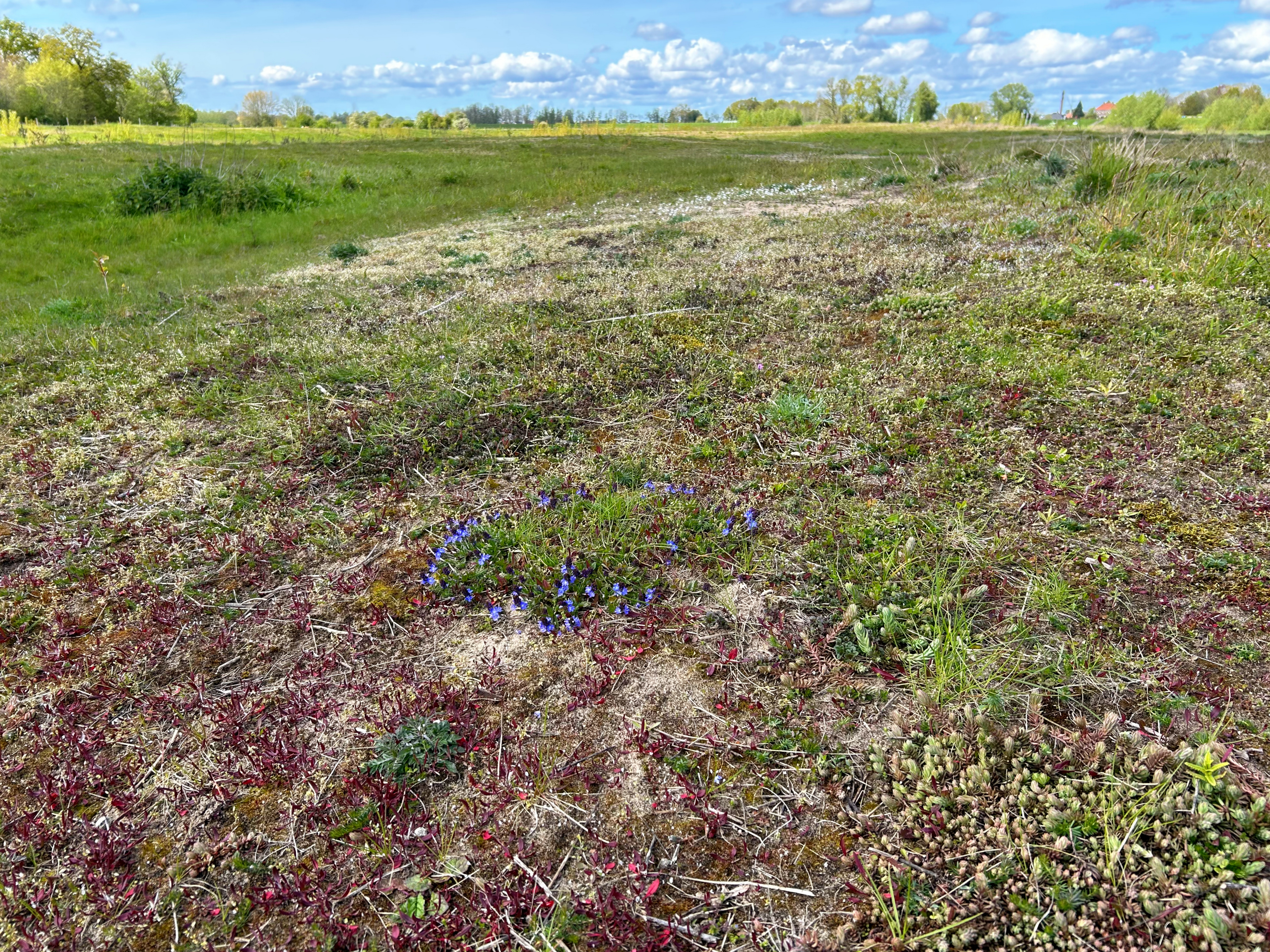
Voorjaarsaspect van de associatie van vetkruid en tijm
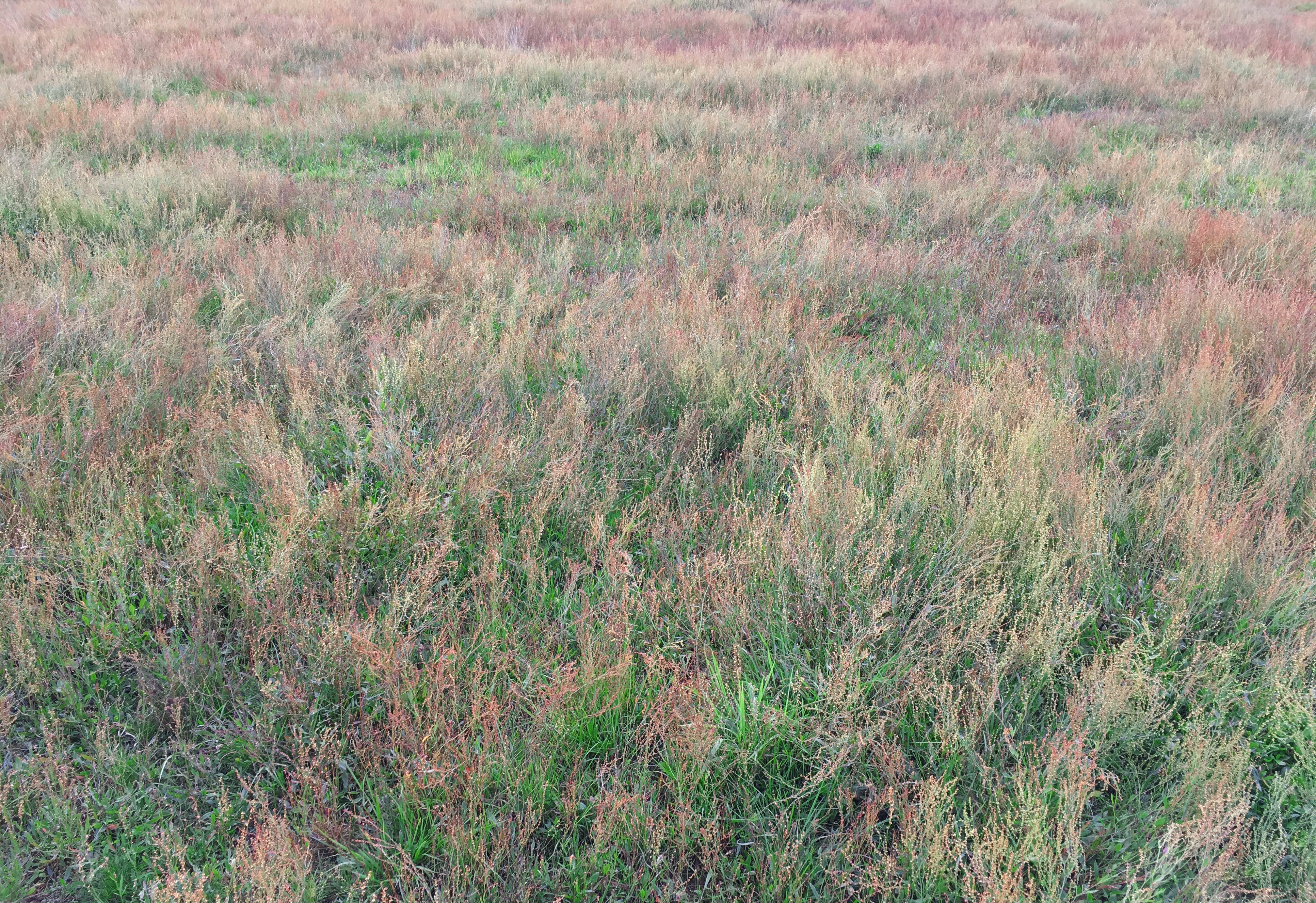
Rompgemeenschap met schapenzuring